# Pedanies valencianes
La ciutat de València inclou dins el seu terme municipal una sèrie de pedanies o entitats locals menors que són considerades com a poblats agregats a la ciutat però sense estar dins el nucli urbà. Per tant, aquestes pedanies no disposen d'ajuntament ni d'alcalde propi, únicament una figura coneguda com a alcalde pedani fa les funcions de posar en contacte els veïns de la pedania amb l'ajuntament del nucli urbà del municipi, en aquest cas el de València.

## Pedanies Nord
Es corresponen amb els barris del districte Pobles o Poblats del Nord de la ciutat de València i estan situades dins la comarca de L'Horta Nord, per tant envoltades dels municipis d'aquesta comarca. Generalment es dediquen a l'agricultura llaurant els camps d'horta i en menor mesura també a la ramaderia. Trobem cultius d'agricultura ecològica i un paisatge tradicionalment rural. Les pedanies de Rafalell i Vistabella a banda de tindre horta té una part de marjal i una platja d'uns 800 metres vora el mar Mediterrani.
Les pedanies nord són:
- Poble Nou
- Borbotó
- Carpesa
- Benifaraig
- Massarrojos
- Les Cases de Bàrcena
- Mauella
- Tauladella
- Rafalell i Vistabella

## Pedanies Oest
Es corresponen amb els barris del districte Pobles o Poblats de l'Oest de la ciutat de València. Estan situats dins la comarca de L'Horta Oest, i envoltats pels termes municipals de les poblacions de Paterna i Burjassot. Han format un gran nucli de població al voltant del recinte firal de la Fira de València i del Palau de Congressos, motius pels quals ja no queden quasi vestigis del seu passat agrícola i rural.
Les pedanies oest són:
- Benimàmet
- Beniferri

## Pedanies Sud
Es corresponen amb els barris del districte Pobles o Poblats del Sud de la ciutat de València i estan situats dins la comarca de L'Horta Sud, per tant envoltats dels termes municipals dels pobles d'aquesta comarca i de les aigües i cultius del Parc Natural de l'Albufera. Tradicionalment han sigut poblats dedicats al cultiu sobretot de l'arròs, aliment bàsic a la gastronomia del País Valencià, i també a la pesca al llac de l'Albufera, per tant molts dels pobladors d'estes pedanies són pescadors o fills de pescadors. En l'actualitat moltes d'estes pedanies són destins turístics tant pel seu paisatge tradicional com per la seua gastronomia.
Les pedanies sud són:
- Faitanar
- La Torre
- El Forn d'Alcedo
- El Castellar-l'Oliveral
- Pinedo
- El Saler
- El Palmar
- El Perellonet